# Paragus stuckenbergi
Paragus stuckenbergi är en tvåvingeart som beskrevs av Thompson 1992. Paragus stuckenbergi ingår i släktet stäppblomflugor, och familjen blomflugor. Inga underarter finns listade i Catalogue of Life.